# Медаль «За особисті досягнення»
Заохочувальна відзнака Міністерства оборони України — медаль «За особисті досягнення» входила до діючої до 2012 року системи відзнак Міністерства оборони України.

## Історія нагороди
- Відзнака встановлена наказом Міністра оборони України Анатолія Гриценка від 12 вересня 2005 року № 547.
- 30 травня 2012 року Президент України В. Ф. Янукович видав Указ, яким затвердив нове положення про відомчі заохочувальні відзнаки; міністрам, керівникам центральних органів виконавчої влади, керівникам (командувачам) військових формувань, державних правоохоронних органів було доручено забезпечити в установленому порядку перегляд актів про встановлення відомчих заохочувальних відзнак, приведення таких актів у відповідність із вимогами цього Указу[1]. Протягом 2012–2013 років Міністерством оборони України була розроблена нова система заохочувальних відзнак[2], що вже не містила медалі «За особисті досягнення».

## Положення про відзнаку
- Заохочувальною відзнакою Міністерства оборони України — медаллю «За особисті досягнення» нагороджуються військовослужбовці Збройних Сил України, як правило, строкової військової служби, військової служби за контрактом, прапорщики (мічмани), молодші офіцери за відмінні показники, виявлені під час навчань, бойового чергування, несення вартової і внутрішньої служби та відмінні показники у бойовій підготовці протягом двох періодів навчання, а також командири тих підрозділів, які за підсумками навчального року оцінені на «відмінно» за умови особистих відмінних показників у командирській підготовці.
- Медаль «За особисті досягнення» має два ступені:
  - медаль «За особисті досягнення» І ступеня;
  - медаль «За особисті досягнення» ІІ ступеня.
- Вищим ступенем медалі є І ступінь.
- Нагородження медаллю «За особисті досягнення» здійснюється наказом Міністра оборони України (по особовому складу).
- Подання до нагородження медаллю «За особисті досягнення» здійснюється відповідно до вимог Положення про заохочувальні відзнаки Міністерства оборони України.
- Нагородження медаллю «За особисті досягнення» проводиться послідовно, від нижчого ступеня до вищого.
- Повторне нагородження медаллю «За особисті досягнення» одного й того самого ступеня не здійснюється.
- Нагородженому медаллю «За особисті досягнення» вручається медаль та посвідчення до неї.
- У разі втрати (псування) медалі «За особисті досягнення» дублікат не видається.
- Медаль «За особисті досягнення» і посвідчення до неї після смерті нагородженого залишаються в сім'ї померлого як пам'ять.

## Опис відзнаки
- Заохочувальна відзнака Міністерства оборони України — медаль «За особисті досягнення» має вигляд овального щита білого металу у обрамленні вінка з лаврових гілок, у нижній частині якого — стрічка з написом «За особисті досягнення». Вінок медалі I ступеня — жовтого металу, II — білого металу.
- На щиті зображено прямий рівносторонній хрест з розбіжними кінцями, покритий емаллю малинового кольору, у центрі якого на круглому медальйоні, покритому емаллю синього кольору, — Знак Княжої Держави Володимира Великого. Нижче розміщено три медальйони, на одному з яких зображено схрещені мечі вістрями угору, на другому — меч вістрям угору і крила, на третьому — схрещені якорі.
- Зворотний бік медалі плоский з написом «Збройні Сили України» та вигравіруваним номером.
- Всі зображення і написи — рельєфні. Розміри медалі: висота — 37 мм, ширина — 35 мм.
- За допомогою вушка з кільцем медаль з'єднується з прямокутною колодкою, обтягнутою стрічкою. Розмір колодки: висота — 42 мм, ширина — 28 мм. На зворотному боці колодки — застібка для прикріплення медалі до одягу.
- Стрічка медалі шовкова малинового кольору з поздовжніми жовтими і синіми смужками:
  - I ступеня — з жовтою смужкою посередині та двома синіми смужками по краях;
  - II ступеня — з двома жовтими смужками посередині та двома синіми смужками по краях.
- Ширина стрічки — 28 мм, ширина жовтої смужки — по 4 мм, синіх — 3 мм кожна.
- Планка медалі являє собою металеву пластинку, обтягнуту відповідною стрічкою. Розмір планки: висота — 12 мм, ширина — 28 мм.

## Порядок носіння відзнаки
Медаль «За особисті досягнення» носять з лівого боку грудей і за наявності заохочувальної відзнаки Міністерства оборони України — медалі «За зразкову службу у Збройних Силах України» розміщують після неї у порядку ступенів: І, ІІ ступеня.